# 韶关市人民政府
韶关市人民政府，简称韶关市政府、韶府，是中华人民共和国广东省韶关市的地方国家行政机关。

## 职权
根据《中华人民共和国地方各级人民代表大会和地方各级人民政府组织法》第七十三条，县级以上的地方各级人民政府行使下列职权：
1. 执行本级人民代表大会及其常务委员会的决议，以及上级国家行政机关的决定和命令，规定行政措施，发布决定和命令；
2. 领导所属各工作部门和下级人民政府的工作；
3. 改变或者撤销所属各工作部门的不适当的命令、指示和下级人民政府的不适当的决定、命令；
4. 依照法律的规定任免、培训、考核和奖惩国家行政机关工作人员；
5. 编制和执行国民经济和社会发展规划纲要、计划和预算，管理本行政区域内的经济、教育、科学、文化、卫生、体育、城乡建设等事业和生态环境保护、自然资源、财政、民政、社会保障、公安、民族事务、司法行政、人口与计划生育等行政工作；
6. 保护社会主义的全民所有的财产和劳动群众集体所有的财产，保护公民私人所有的合法财产，维护社会秩序，保障公民的人身权利、民主权利和其他权利；
7. 履行国有资产管理职责；
8. 保护各种经济组织的合法权益；
9. 铸牢中华民族共同体意识，促进各民族广泛交往交流交融，保障少数民族的合法权利和利益，保障少数民族保持或者改革自己的风俗习惯的自由，帮助本行政区域内的民族自治地方依照宪法和法律实行区域自治，帮助各少数民族发展政治、经济和文化的建设事业；
10. 保障宪法和法律赋予妇女的男女平等、同工同酬和婚姻自由等各项权利；
11. 办理上级国家行政机关交办的其他事项。

## 机构设置
韶关市人民政府设置下列机构：
- 韶关市发展和改革局
- 韶关市工业和信息化局
- 韶关市教育局
- 韶关市科学技术局
- 韶关市公安局
- 韶关市民政局
- 韶关市司法局
- 韶关市财政局
- 韶关市人力资源和社会保障局
- 韶关市生态环境局
- 韶关市住房和城乡建设管理局
- 韶关市交通运输局
- 韶关市水务局
- 韶关市农业农村局
- 韶关市林业局
- 韶关市商务局（韶关市口岸局）
- 韶关市卫生健康局
- 韶关市审计局
- 韶关市人民政府国有资产监督管理委员会
- 韶关市应急管理局
- 韶关市统计局
- 韶关市金融工作局
- 韶关市政务服务数据管理局
- 韶关市消防救援支队
- 韶关市自然资源局
- 韶关市市场监督管理局
- 韶关市文化广电旅游体育局
- 韶关市退役军人事务局
- 韶关市医疗保障局

## 现任领导
| 姓名   | 职务                  | 政党       | 出生年月           | 籍贯     | 性别 | 民族 | 其他职务 |
| ------ | --------------------- | ---------- | ------------------ | -------- | ---- | ---- | --- |
| 陈志清 | 市长 党组书记         | 中国共产党 | 1969年5月（55岁）  | 湖北公安 | 男   | 汉族 | 中国共产党韶关市委员会副书记 |
| 邹振宇 | 常务副市长 党组副书记 | 中国共产党 | 1971年9月（53岁）  | 广东龙川 | 男   | 汉族 | 中国共产党韶关市委员会常委 |
| 罗晓勤 | 副市长 党组副书记     | 中国共产党 | 1966年7月（58岁）  | 广东揭西 | 男   | 汉族 | 中国共产党韶关市委员会常委 广东东莞韶关对口帮扶指挥部总指挥 中国共产党韶关新区工作委员会书记 中国共产党韶关新区管理委员会党组书记 中国人民政治协商会议东莞市委员会副主席 |
| 蒋红林 | 副市长 党组成员       | 中国共产党 | 1975年11月（49岁） | 广西全州 | 男   | 汉族 | 广东东莞韶关对口帮扶指挥部副总指挥 |
| 蒋文泓 | 副市长 党组成员       | 中国共产党 | 1972年2月（53岁）  |          | 男   | 汉族 | |
| 张岩   | 副市长 党组成员       | 中国共产党 | 1975年10月（49岁） |          | 男   | 汉族 | 中国共产党韶关市委员会政法委员会第一副书记 中国共产党韶关市公安局委员会党委书记 韶关市公安局局长 韶关市公安局督察长                                                      |
| 李再丰 | 副市长                | 九三學社   | 1967年10月（57岁） |          | 男   | 汉族 | 九三学社韶关市委员会主任委员 |
| 罗海俊 | 副市长 党组成员       | 中国共产党 | 1967年7月（57岁）  | 广东兴宁 | 女   | 满族 | 中国共产党韶关市曲江区委员会书记 |
| 庄强   | 秘书长                | 中国共产党 | 1968年4月（56岁）  | 广东潮州 | 男   | 汉族 | 中国共产党韶关市人民政府机关党组书记 韶关市人民政府办公室主任 |

## 历任领导
- 蔡森林（1983年6月－1988年2月）
- 肖有根（1988年4月－1989年1月）
- 高祀仁（1989年1月－1991年8月）
- 汤彤海（1991年8月－1994年9月）
- 汤维英（1994年9月－1996年4月）
- 覃卫东（1996年4月－2001年3月）
- 徐建华（2001年4月－2006年10月）
- 郑振涛（2006年10月－2010年11月）
- 艾学峰（2010年11月－2015年4月）
- 骆蔚峰（2015年5月－2017年5月）
- 殷焕明（2017年5月－2020年5月）
- 王瑞军（2020年5月－2020年9月）
- 陈少荣（2020年9月－2022年9月）
- 陈志清（2022年9月－）

## 办公地点
韶关市人民政府办公地点位于韶关市浈江区风度北路75号。